# Phase (gruppo musicale)
I Phase sono un gruppo musicale rock formatosi a Larissa, Grecia nel 2003 e attualmente stabilito nel Regno Unito. La band nasce su iniziativa di Thanos Grigoriou che nei primi anni collabora con vari membri fino al 2011, anno in cui il gruppo assume la sua configurazione definitiva con l’entrata di Damianos Harharidis e Vasilis Liapis. Debuttano con il singolo digitale Perdition, incluso nella “Playlist Seven”, una campagna della Microsoft per la promozione del rilascio di windows 7, da cui segue la realizzazione degli album In Consequence (2010) e The Wait (2014).

## Formazione e album d’esordio  (2003 - 2010)
I Phase iniziano a suonare nel 2003 con concerti e prove periodiche fino al 2008, con l’inizio delle registrazioni dell’album In Consequence, da cui esce il primo singolo Perdition. Dopo la realizzazione dell’album la band inizia un periodo di concerti in diverse città che vede come meta finale del tour Damasco in Siria.

## Critica
I Phase sono stati oggetto di attenzione da parte della stampa del rock alternativo ricevendo critiche favorevoli e apprezzamenti per i loro concerti. Hanno inoltre ricevuto interviste da parte di riviste e da stazioni radio.
La band è stata classificata nella posizione numero 42 della colonna “Uncharted” di Billboard e nella posizione numero 12 della colonna fastest rising acts nella settimana del 23 giugno 2012 nella stessa rivista.
Tom Robinson, musicista e presentatore britannico della BBC, ha incluso nel suo programma radio delle tracce tratte dal secondo album dei Phase, The wait.

## Collaborazioni
I Phase hanno condiviso il palco in vari concerti con diversi gruppi, tra i quali i più noti sono stati Anneke van Giersbergen, Danny Cavanagh, Sivert Høyem (ex Madrugada), Jeff Martin (The Tea Party), the Twilight Sad e Antimatter.
Duncan Patterson (Alternative 4, ex Antimatter), più noto per la sua partecipazione nella band britannica Anathema, ha contribuito nel primo album dei Phase, In Consequence.
L’artista Alexis Marcou, amico di lunga data dei membri, ha contribuito con la progettazione di diversi materiali grafici per il gruppo, tra cui la copertina dell’album The wait

## Tour

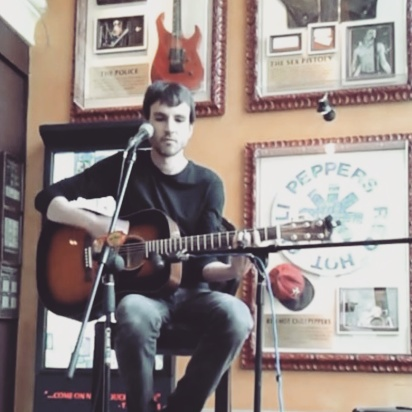
Vasilis 'Il Santo' Hard Rock Cafe Venezia, Maggio 2016

I Phase si sono esibiti, e continuano tuttora, all’interno e all’esterno dei loro Paesi di provenienza, la Grecia e il Regno Unito. 
In particolare sono noti per essere stato il secondo gruppo rock internazionale ad aver suonato in Siria a Damasco il 7 gennaio 2011.

## Stile e influenze
Secondo la critica, i Phase si muovono all’interno dei generi dell’alternative rock, del rock psichedelico, dell’alternative metal, del progressive punk, del post punk, del goth rock, del post-grunge, dello space rock e dell’electro rock.

## Discografia

### Album in studio
- 2010 – In Consequence
- 2014 – The Wait

### Singoli
- 2010 – Perdition
- 2013 – Amethyst
- 2014 – Point of you

## Formazione
- Thanos Grigoriou – voce, strumenti a corda
- Damianos Harharidis – Basso, Sintetizzatori (2011–presente)
- Vasilis Liapis – Chittara, Pianoforte (2011–presente)
- Marco Volpe – Batteria (2016–present)

musicisti collaboratori
- Beverley Rayner - violoncello, sintetizzatori (2017)
- George Minas – Chittara, Sintetizzatori, Pianoforte, Violino (2016–presente)
- Fardin “Fez” Esfandiari - Chittara, batteria, sax (2013- presente)

### Ex componenti
- Marios Papakostas - batteria (2011-2014)
- Adam Schindler - batteria, percussioni (2014 - 2015)